# オーガスタス・ハリス
サー・オーガスタス・ヘンリー・グロソップ・ハリス（Sir Augustus Henry Glossop Harris、1852年3月18日 - 1896年6月22日）は、フランス出身の俳優、オペラ興行主（インプレサリオ）、劇作家。

## 生い立ち
ハリスは、フランスのパリで、やはり劇作家であった同名の父オーガスタス・グロソップ・ハリス（Augustus Glossop Harris、1825年 - 1873年）と、その妻で劇場の衣装担当であった旧姓マリア・アン・ボーン(Maria Ann Bone)の間の息子として生まれた。少年時代をイングランドのロンドンで過ごし、12歳で学校に行くためパリに戻った。その後、パリとハノーヴァーに学んだ。

## 経歴
俳優の道を志したハリスは、1873年には、マンチェスターのシアター・ロイヤル (Theatre Royal)で『マクベス』のマルカムを演じた。やがてバリー・サリヴァン(Barry Sullivan))の下で働くようになり、さらにロンドンのシアター・ロイヤル(Theatre Royal)の支配人ジェームズ・ヘンリー・メイプルストン(James Henry Mapleson)の下で舞台主任を務めることになった。この劇場は、ロンドンのドルリー・レーンにあり「ドルリー・レーン劇場 (Drury Lane Theatre)」とも通称されていた。
1879年から、ハリスはシアター・ロイヤルの支配人となり、「現代パントマイムの父」、「アウグストゥス・ドルリオラヌス (Augustus Druriolanus)」（ドルリー・レーンをもじったラテン語風の渾名）などと称された。ハリスは、ジャン・ド・レスケ(Jean de Reszke)、ネリー・メルバ、エマ・イームス(Emma Eames)、エマ・カルヴェ(Emma Calvé)を世に出した。ハリスの最初のパントマイムの演目は『青ひげ』、その次は『40人の盗賊 (The Forty Thieves)』であった。
1887年から、シアター・ロイヤルでグランド・オペラの興行を始め、その成功を受けて、以降、オペラの興行に力を入れた。

## 劇作
- The World - ポール・ジョン・メリット（Paul John Meritt、1843/4年 – 1895年）、ヘンリー・ペティット(Henry Pettitt)との共作。ドルリー・レーンで1880年に上演。
- Youth - メリットとの共作。1881年。
- Pluck: A Story of ₤50,000 - ペティットとの共作。ドルリー・レーンで1882年に上演。
- A Sailor and His Lass - ロバート・ウィリアム・ブキャナン(Robert Williams Buchanan)との共作。1883年。
- Human Nature - ペティットとの共作。1885年。
- A Run of Luck - ペティットとの共作。1886年。
- Pleasure - メリットとの共作。1887年。
- The Spanish Armada - ヘンリー・ハミルトン(Henry Hamilton)との共作。1888年。
- The Royal Oak - ハミルトンとの共作。1889年。後に1923年の同名の無声映画の原作となった。
- A Million of Money - ペティットとの共作。ドルリー・レーンで1890年に上演。
- A Life of Pleasure - ペティットとの共作。1893年。
- Dick Whittington - セシル・レイリー(Cecil Raleigh)、ハミルトンとの共作。
- Robinson Crusoe - 1893年。
- Cheer, Boys, Cheer - レイリー、ハミルトンとの共作。1895年。
- The Little Genius - アーサー・スタージェス(Arthur Sturgess)とドイツ語から翻案。
- The Soudan - ペティットとの共作。
- The Derby Winner - ハミルトン、レイリーとの共作。1895年。合衆国では The Sporting Duchess という題で上演された。後に1915年と1923年の同名の無声映画の原作となった。
- Jack and the beanstalk, or, Harlequin and the midwinter night's dream - ハリー・ニコルス(Harry Nicholls)との共作。
- The Opera Cloak - L・D・パウルズ(L. D. Powles)とフランス語から翻案。
- A Puzzled Painter - フランシス・クレメント・フィリップスとの共作。死後出版。
- The Prodigal Daughter - ペティットとの共作。ドルリー・レーンで1892年に上演。
- Burmah - ペティットとの共作。ブロードウェイで1896年に上演。

## 晩年

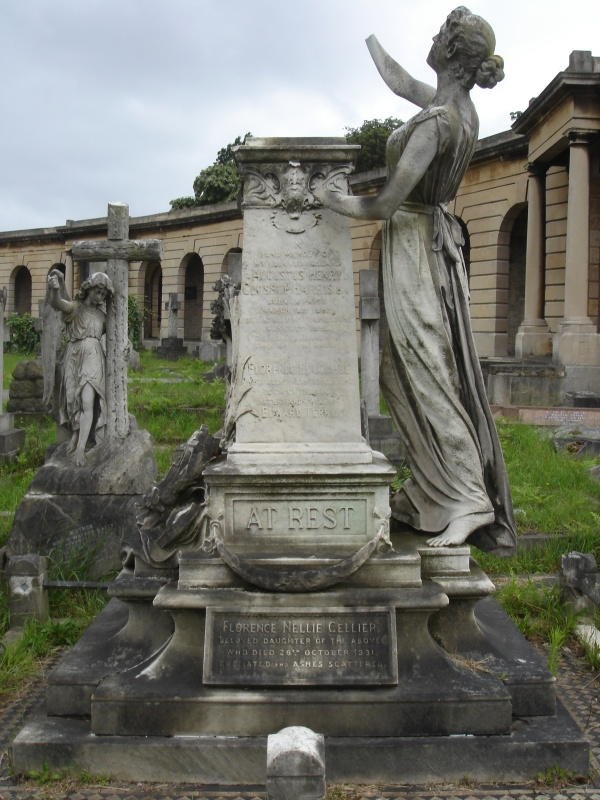
ロンドン、ブロンプトン墓地にある墓標。

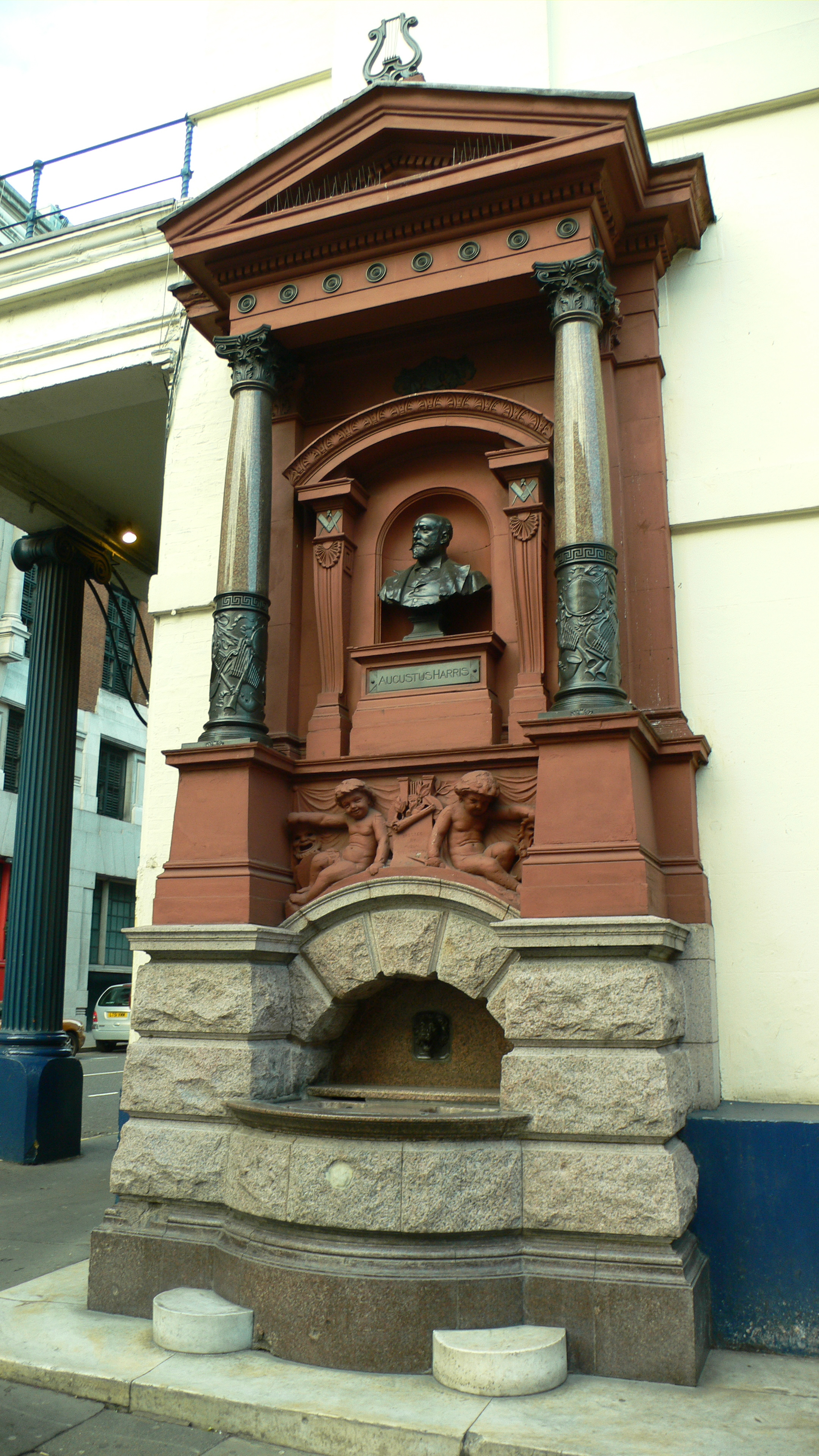
ハリスを記念したシアター・ロイヤルの噴水盤。

ハリスは晩年、政治に関心を寄せ、1890年にはストランド(Strand)地区から選出され、ロンドン・カウンティ・カウンシル(London County Council)の議員になった。ハリスは、翌1891年には、州長官に任命され、シティ・オブ・ロンドンの副統監(deputy lieutenant of the city of London)となった。1891年に、ハリスは下級勲爵士(Knight Bachelor)の称号を授与され、エキセントリック・クラブ(Eccentric Club)の議長となった。
ハリスは、1896年にイングランド南東部ケント州フォークストン(Folkestoneで死去し、ロンドンのブロンプトン墓地(Brompton Cemetery)に埋葬された。

## 私生活
1881年11月9日、ハリスはフローレンス・エッジカム・レンドルと、ケンジントンのレッドクリフガーデンズ(Redcliffe Gardens)にある聖ルーク教会で結婚式を挙げた。花嫁を引き渡したのは兄フランシス・レンドル(Francis Rendle)であった。式は内輪に行なわれ、挙式後すぐに2人は10時発の急行列車でパリに向かった。サー・オーガスタスの死後、フローレンスは1904年10月24日にエドワード・オコナー・テリー(Edward O'Connor Terry)と再婚し、バーンズ(Barnes)で挙式して、その後も当地に住み続けた。フローレンスは1914年9月5日に没した。

## 遺産
ドルリー・レーンのシアター・ロイヤルには、公的資金によって作られたハリスを記念する噴水盤があり、フリーメイソンであったハリスにちなんで、メイソンの様々なシンボルが施されている。